# Pseudocalotes kakhienensis

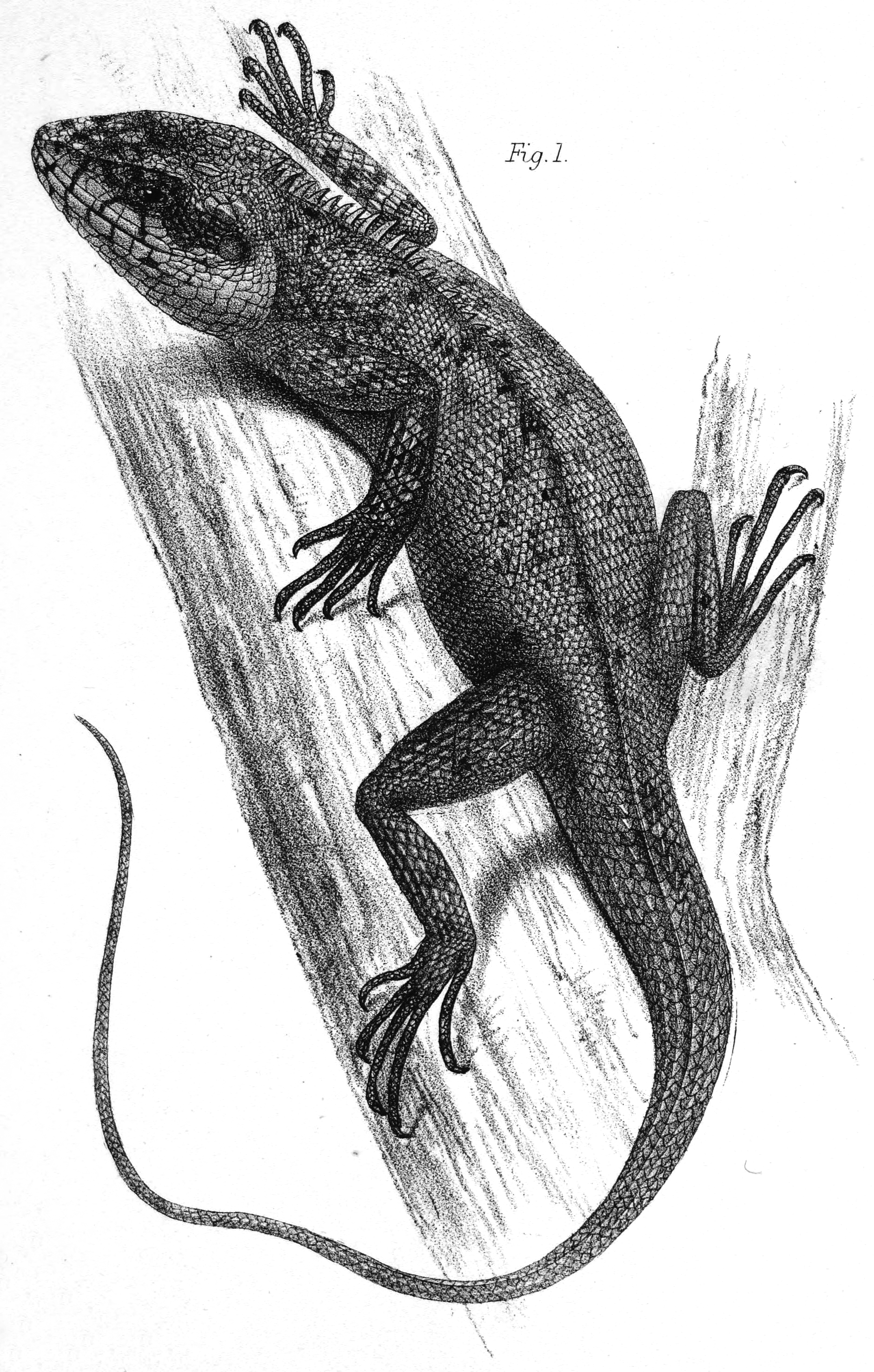
Pseudocalotes kakhienensis

Pseudocalotes kakhienensis — вид ігуаноподібних ящірок родини агамових (Agamidae). Мешкає в Південно-Східній Азії

## Поширення і екологія
Pseudocalotes kakhienensis мешкають на заході китайської провінції Юньнань, в М'янмі (на схід від річки Іраваді, зокрема в горах Карен) та в Таїланді, на південь до національних парків Дой-Інтханон і Дой Сутеп-Пуй в провінції Чіангмай на північному заході країни. Вони живуть у вологих тропічних лісах в горах і передгір'ях та на узліссях. Зустрічаються на висоті від 850 до 2400 м над рівнем моря, переважно на висоті від 1000 до 1600 м над рівнем моря. Відкладають яйця, в кладці 5 яєць.